# Koeficijent prolaska topline
Koeficijent prolaska topline (oznaka: U) je količina topline koju građevni element gubi u 1 sekundi po m2 površine, kod razlike temperature od 1 K, izraženo u W/m2K. Koeficijent U je bitna karakteristika vanjskog elementa konstrukcije i igra veliku ulogu u analizi ukupnih toplinskih gubitaka (kWh/m2), a time i potrošnji energije za grijanje. Što je koeficijent prolaska topline manji, to je toplinska zaštita zgrade bolja:
{\displaystyle \Phi =A\cdot U\cdot (T_{1}-T_{2})}
gdje je: Φ - količina prenesene topline u 1 sekundi (W), U - koeficijent prolaska topline (W/m2K), T1 – viša temperatura s jedne strane strukture (K), T2 - niža temperatura s druge strane strukture (K) i A - površina kroz koju toplina protječe (m2).
Koeficijent prolaska topline za većinu zidova i krovova se može izračunati prema standardu ISO 6946, a ako postoji metalni toplinski most, onda se može izračunati prema ISO 10211. Za podove se može izračunati prema ISO 13370. Za veliku većinu prozora koeficijent prolaska topline se može izračunati prema ISO 10077 ili ISO 15099. ISO 9869 opisuje kako se koeficijent prolaska topline može izmjeriti pokusom.

## Neke vrijednosti koeficijenta prolaska topline
Tipične vrijednosti koeficijent prolaska topline U za uobičajene strukture zgrada:
- jednostruko staklo (4 mm): 5,81 W/m2K;
- dvostruko staklo (4 + 8 + 4): 3,0 W/m2K;
- dvostruko izo staklo (4 + 16 g + f4): 1,1 W/m2K;
- trostruko izo staklo (4 f + 12 g + 4 + 12 g + f4): 0,5 W/m2K;
- neizolirani zid od šuplje opeke debljine 19 cm: 1,67 W/m2K;
- izolirani zid od opeke 19 cm s 10 cm mineralne vune: 0,32 W/m2K;
- izolirani zid od opeke 19 cm s 10 cm stiropora: 0,31 W/m2K;
- slabo izolirani krov: 1,0 W/m2K;
- dobro izolirani krov: 0,15 W/m2K;
- dobro izolirani pod: 0,2 W/m2K;
- slabo izolirani pod: 1,0 W/m2K;